# Acmaea
Acmaea is een geslacht van weekdieren uit de klasse van de Gastropoda (slakken).

## Soorten
- Acmaea achates (Reeve, 1855)
- Acmaea mitra Rathke, 1833
- Acmaea nanshaensis Liu, 1991